# Schloss Thurnhof (Hermagor)

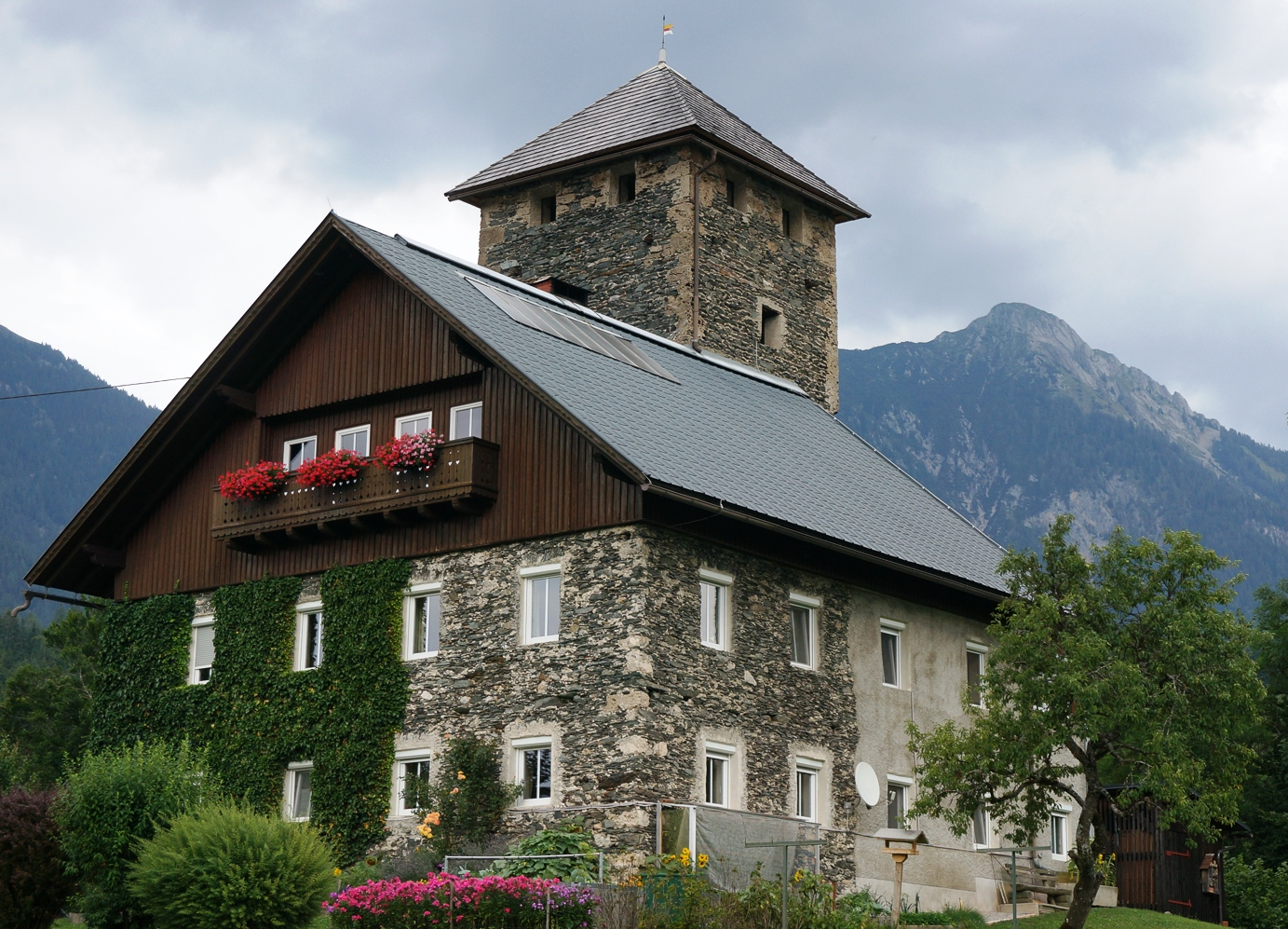
Schloss Thurnhof, Hermagor, Kärnten

Schloss Thurnhof ist ein ehemaliger Wehrbau in der Gemeinde Hermagor-Pressegger See im Bezirk Hermagor in Kärnten. Das Gebäude steht unter Denkmalschutz (Listeneintrag).

## Geschichte
Der Wehrbau könnte zum Schutz der etwa 1 Kilometer nordwestlich befindlichen Grünburg oder zur Kontrolle der Gitschtalstraße errichtet worden sein. 1342 wird urkundlich ein Henricus de Turri erwähnt. Da hatte der Bau aber wohl bereits eine Zeitlang bestanden, da die schon 1261 erwähnte benachbarte Kirche Maria Thurn eine zur Burg gehörige Kapelle gewesen sein dürfte. Urkundlich erwähnt wird weiters 1533 ein Wastl von Thurn. Vermutlich war das Anwesen um 1570 im Besitz der Familie Grössing, denn deren Wappen findet sich mit dieser Jahreszahl über dem Hochaltar der benachbarten Kirche. 1616 belehnte Erzherzog Ferdinand den Gregor Rosspacher mit dem Hof, dessen Nachfahren ihn an den Abt von Arnoldstein verkauften. 1702 kam der Thurnhof wieder an die Familie Grössing: Abt Amandus verkaufte ihn an Jakob Adam Grössing, einen Steuereinnehmer aus Lessach. Die Grössings wurden 1708 geadelt und waren zeitweise auch im Besitz der Grünburg. Leopold Anton von Grössing verkaufte 1786 den Thurnhof an Johann Seebacher, einen Baumeister. Im 19. Jahrhundert war der Brauereibesitzer Maximilian Lackner vorübergehend Eigentümer des Thurnhofs. Seit etwa 1870 ist der Bau in Besitz der Familie Lampersberger. 1883 wird das Gebäude als ehemaliges Schloss, „heute beinahe eine Ruine“ beschrieben.

## Bau
Der Thurnhof besteht heute aus einem viergeschoßigen, viereckigen unverputzten Wehrturm aus Bruchsteinmauerwerk und einem angebauten, bäuerlich wirkenden zweigeschoßigen Wohnhaus. Der Turm stammt aus dem 15. Jahrhundert, hat etwa 6 bis 7 Meter Seitenlänge, und die untersten beiden Geschoße werden bewohnt. Das angebaute Haus wurde in der Renaissancezeit, im späten 16. Jahrhundert errichtet: in einer Stube gibt es eine gut erhaltene Holzbalkendecke, in der die Jahreszahl 1593 eingraviert ist. An der Südseite des Gebäudes sind um ein vermauertes Fenster Reste einer ebenfalls aus dieser Zeit stammenden Sgraffitoumrahmung zu sehen.